# Звиница
Има съвпадения на имената: ако Звиница е роден около 795г. той няма как да е син на Омуртаг, а по- скоро негов брат. Синът на Омуртаг със същото име Звиница трябва да е бил роден около 813-814г., което изключва възможността да е бил баща на кан/хан Пресиян.
 Тази статия е за българския болярин.  За селото в Южна България вижте Звиница (село).  
Звиница (* 795, † IX век) е вторият син на българския хан Омуртаг, както и баща на хан Пресиян. Умира много млад.
На него е кръстено село Звиница, община Кърджали. 